# ألكسندر بورودين
ألكسندر بورفيرييفيتش بورودين (12 نوفمبر 1833 - 27 فبراير 1887) هو مؤلف موسيقي وعالم كيميائي روسي، ولد في مدينة سان بطرسبرغ الروسية، ويعتبر من أبرز مؤلفي الموسيقى الروسية الوطنية.

## حياته وموسيقاه
كان بورودين الابن غير الشرعي لأحد نبلاء جورجيا، الأمير لوقا جديانسفيلي، درس الموسيقى منذ الطفولة، لكن اعتبر الكمياء مهنته وحقق التميز المبكر بسبب بحثه في الأحماض والألداهيد. في سن 31 تعين أستاذ بدوام كامل في أكاديمية الجراحة في سانت بطرسبرغ، حيث قضى باقي حياته في العمل بالتدريس وأقام بجوار معمله. وبسبب قوة موهبته الموسيقية أصبح شخصية بارزة في الحياة الموسيقية الروسية في القرن التاسع عشر، حيث انضم إلى مجموعة سانت بطرسبرغ من المؤلفين المعروفين باسم جماعة الخمسة أو الخمسة العظام. مثل زملائه انجذب إلى الحياة الموسيقية وغرابة الشرق، حيث تناول الحياة بين البدو الأتراك في أوبراه «الأمير إيجور» (1869-1887) وتتبع تقدم كرافان في القصيد السيمفوني في «تلال وسط آسيا» (1880). تفوق بورودين على كل أقرانه فيما عدا تشايكوفسكي في الموهبة اللحنية، وكان يمتلك إحساسا قويا مبتكر ببناء الموسيقى الذي مكنه من التأليف بنجاح باستخدام الأشكال المجردة. أكمل سيمفونيتين (كلاهما استخدم بناء اللحن الواحد) ورباعيتين وتريتين رقم 2 في مقام ري (1881) تتضمن اسكرتزو. «الأمير إيجور» أكثر أعماله طموحا، اشتهرت لسلسلة الرقصات المعروفة باسم «الرقصات البولوفستية» التي لم يكملها عند وفاته.

## وصلات خارجية
- ألكسندر بورودين على موقع IMDb (الإنجليزية)
- ألكسندر بورودين على موقع الموسوعة البريطانية (الإنجليزية)
- ألكسندر بورودين على موقع ميوزك برينز (الإنجليزية)
- ألكسندر بورودين على موقع قاعدة بيانات برودواي على الإنترنت (الإنجليزية)
- ألكسندر بورودين على موقع قاعدة بيانات برودواي على الإنترنت (الإنجليزية)
- ألكسندر بورودين على موقع إن إن دي بي (الإنجليزية)
- ألكسندر بورودين على موقع أول ميوزيك (الإنجليزية)
- ألكسندر بورودين على موقع ديسكوغز (الإنجليزية)
- ألكسندر بورودين على موقع ديسكوغز (الإنجليزية)